# Saint-Maurice-le-Girard
 Saint-Maurice-le-Girard  es una comuna y población de Francia, en la región de Países del Loira, departamento de Vendée, en el distrito de Fontenay-le-Comte y cantón de La Châtaigneraie.
Su población en el censo de 1999 era de 532 habitantes.
Está integrada en la Communauté de communes du Pays de la Châtaigneraie.

## Demografía
| 521 | 531 | 485 | 486 | 522 | 532 |
| Para los censos de 1962 a 1999 la población legal corresponde a la población sin duplicidades (Fuente: INSEE [Consultar]) |     |     |     |     |     |